# Curimata cerasina
Curimata cerasina är en fiskart som beskrevs av Vari, 1984. Curimata cerasina ingår i släktet Curimata och familjen Curimatidae. Inga underarter finns listade i Catalogue of Life.